# Groot Henar
Groot Henar è un comune (ressort) del Suriname di 3.545 abitanti presso il fiume Nickerie.